# Emil Malmborg

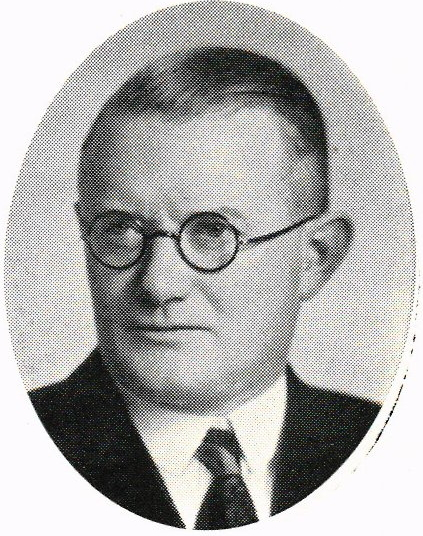
Emil Malmborg.

Gustav Emil Malmborg, född 14 juni 1891 i Malmö (Sankt Petri), död 16 januari 1963 i Bromma (Västerled), var en svensk ombudsman i Svenska Typografförbundet och politiker (socialdemokrat).
Malmborg var ledamot av riksdagens andra kammare 1945–1956, invald i Stockholms stads valkrets.